# 14317 Антонов
14317 Анто́нов (1978 PC3, 1978 RA3, 1978 SD2, 1978 TX, 1998 XG51, 14317 Antonov) — астероїд головного поясу, відкритий 8 серпня 1978 року.
Тіссеранів параметр щодо Юпітера — 3,469.